# 14980 Gustavbrom
14980 Gustavbrom este un asteroid din centura principală, descoperit pe 5 octombrie 1997, de Lenka Šarounová.